# Big Nose Kate
Mary Katharine Haroney (7. november 1850 – 2. november 1940), bedre kendt som "Big Nose Kate", men også som Kate Fisher, Kate Elder, og Kate Cummings, var Doc Hollidays livslange kæreste og partner i Det Vilde Vesten. Selvom der ikke findes beviser for det, menes det dog af mange at hun var prostitueret. 